# آري ساندي
آري ساندي (بالإندونيسية: Arie Sandy)‏ هو لاعب كرة قدم إندونيسي في مركز الوسط، ولد في 1 يونيو 1997 في ماكاسار في إندونيسيا. لعب مع باريتو بوترا ‏.

## وصلات خارجية
- آري ساندي على موقع قاعدة بيانات كرة القدم.إي يو (الإنجليزية)
- آري ساندي على موقع Soccerway.com (الإنجليزية)